# 1988 ED1
1988 ED1 är en asteroid i huvudbältet som upptäcktes den 12 mars 1988 av de båda japanska astronomerna Masaru Arai och Hiroshi Mori vid Yorii-observatoriet i Japan.
Asteroiden har en diameter på ungefär 9 kilometer.